# Altklassische Vokalpolyphonie
Mit dem nach heutigem Verständnis idealisierenden und vereinfachenden Begriff Altklassische Vokalpolyphonie bezeichneten die Anhänger des Cäcilianismus im 19. Jahrhundert den mehrstimmigen, nicht von Instrumenten begleiteten Chorgesang der geistlichen Musik der Renaissance, den sie mustergültig in den Kompositionen Giovanni Pierluigi da Palestrinas verwirklicht sahen. Diese Bevorzugung des sogenannten Palestrinastils fußt auf dessen enormer Wirkungsgeschichte, die sowohl auf inhärent musikalische Qualitäten als auch darauf zurückzuführen ist, dass der Komponist seine Werke streng im Sinne der theologischen Vorgaben verfasste, die das Konzil von Trient 1562–64 festgeschrieben hatte. Der Vielfalt der Regional- und Personalstile, die die Vokalmusik der Renaissance vorzuweisen hat, wird diese Beschränkung nicht gerecht. Insbesondere die Komponisten der franko-flämischen Musik werden nach modernem Verständnis ebenso als „Klassiker“ der Alten Musik begriffen, weswegen Musiker wie Josquin Desprez und weltliche Formen wie die Chanson und das Madrigal häufig zur altklassischen Vokalpolyphonie gerechnet werden, sofern der durch seine Begriffsgeschichte problematische Terminus heutzutage überhaupt noch verwendet wird. Außerhalb des deutschen Sprachraums hat sich keine entsprechende Bezeichnung etablieren können.